# О’Хара, Пэтси
Пэтси О’Хара (англ. Patsy O'Hara; 11 июля 1957 — 21 мая 1981) — член Ирландской национальной освободительной армии, умерший во время голодовки 1981 года в тюрьме Мэйз.

## Биография
Родился в городе Дерри на Бишоп-Стрит. Сын Пегги О’Хара, известной женщины-политика Северной Ирландии. Вступил в 1970 году в молодёжное объединение Fianna Éireann, в 1971 году его брат Шон был арестован в ходе операции «Деметриус» и брошен в тюрьму Лонг-Кеш (позднее Мэйз). В конце 1971 году во время сооружения баррикад был ранен британским солдатом, из-за чего не принял участие в гражданском марше, состоявшимся в Кровавое воскресенье. Хотя ранение спасло его от расправы, он наблюдал за событиями в Брэндиуэлле, и события оказали на него сильное впечатление.
В октябре 1974 года брошен в Лонг-Кеш, откуда освободился в апреле 1975 года и вступил в том же месяце в Ирландскую республиканскую социалистическую партию и Ирландскую национальную освободительную армию. В июне 1975 года арестован в Дерри и отправлен в тюрьму на полгода, в сентябре 1976 года в третий раз попал в тюрьму (но уже на 4 месяца), 10 мая 1978 был арестован на улице О’Коннелла в Дублине по обвинению в антигосударственной деятельности, но отпущен спустя 18 часов. В Дерри вернулся в январе 1979 года, неся службу в ИНОА.
14 мая 1979 О’Хара был арестован по обвинению в хранении ручной гранаты и осуждён на восемь лет тюрьмы в январе 1980 года. В тюрьме устроил голодовку в том же году, присоединился к большой ирландской голодовке через год. 21 мая 1981 в 23:29 по местному времени скончался от истощения, отказываясь до последнего времени от медицинской помощи (об этом он просил и родителей).
Его мать участвовала в парламентских выборах в 2007 году в Ассамблею Северной Ирландии, но не добилась успеха. На выборах вместе с тем она опередила значительное количество других кандидатов, в том числе представителей Шинн Фейн, а в ходе выборов даже написала открытое письмо в поддержку осуждённых ирландских националистов.